# Belgospischtscheprom
Belgospischtscheprom (belarussisch: Белдзяржхарчпрам Beldsjarschchartschpram; russisch: Белгоспищепром Belgospischtscheprom) ist der staatliche belarussische Konzern der Lebensmittelindustrie. Der Name Belgospischtscheprom ist die Kurzform von Bel („belarussisch“), gos („staatlich“), pischtsche („Lebensmittel“) und prom („Industrie“).

## Geschichte
Der Konzern wurde auf Erlass des belarussischen Landwirtschaftsministers 1997 gegründet.

## Struktur
Zum Konzern gehören:
- Zuckerfabriken in
  - Haradseja
  - Schabinka
  - Skidsel
  - Sluzk
- sieben Konditoreien
- über zehn Brennereien und Kellereien
- Ölmühlen und Margarinefabriken in
  - Minsk
  - Babrujsk
  - Homel
  - Wizebsk
- Betriebe der Fleischindustrie
- eine Tabakfabrik
- die Brauerei Kriniza in Minsk mit Niederlassungen in Njaswisch
- die Mälzerei Belsolod in Iwanawa
- die Salzfabrik Mozyrsol in Masyr (Umsatz 2023: 50 Mio. USD)
- weitere Tochterunternehmen (z. B. Handelshäuser).

Das Unternehmen exportierte 2023 in ungefähr 50 Länder. Hauptexportgut ist Zucker mit einem Anteil von 36 %, gefolgt von Süßwaren und alkoholischen Getränken (je ca. 17 %).

## Brauerei Kriniza
Die Brauerei Kriniza wurde 1975 als Минского пивзавода №2 (Minsker Bierbetrieb Nr. 2) gegründet. Heute produzieren ca. 1000 Mitarbeiter über 2 Mio. Hektoliter Bier und andere Getränke. Neben eigenen Marken (Крыніца, KULT und Пивная карта) werden auch Biere in Lizenz von Anadolu Efes und König Ludwig International hergestellt.
Die Brauerei ist Sponsor von Zmoki Minsk (Basketball) und FK Krumkatschy Minsk (Fußball).